# Theo Snelders
Theodorus "Theo" Antonius Gerardus Snelders (ur. 7 grudnia 1963 w Westervoort) – holenderski piłkarz, grający na pozycji bramkarza.
Snelders zaczynał piłkarską karierę w klubie z rodzinnej miejscowości o nazwie SC Westervoort. Pierwszym profesjonalnym klubem Sneldersa było FC Twente, w którym zadebiutował w Eredivisie w 1980 roku. W FC Twente nie zawsze był pierwszej jedenastce. Do 1988 roku Snelders rozegrał w barwach FC Twente 176 ligowych meczów. Potem przeszedł do szkockiego Aberdeen FC. I w pierwszym sezonie gry został uznany najlepszym bramkarzem ligi Scottish Premier League. Do 1995 roku rozegrał 199 ligowych meczów. Snelders był bohaterem konkursu rzutów karnych, kiedy to Aberdeen FC pokonało Rangers w finale Pucharu Szkocji. W 1995 roku przeszedł właśnie do Rangersów, jednak tam rozegrał jedynie 13 meczów przez 4 sezony. Ostatecznie w 1999 roku odszedł do MVV Maastricht, a w 2001 roku zakończył piłkarską karierę. Obecnie Snelders jest trenerem bramkarzy w FC Twente.
W reprezentacji Holandii jedyny mecz Snelders zagrał 22 marca 1989 roku w wygranym 2-0 meczu z ZSRR. Potem na MŚ w 1994 był tylko trzecim bramkarzem.

## Kariera
| Sezon   | Klub           | Kraj     | Rozgrywki      | Mecze | Bramki |
| ------- | -------------- | -------- | -------------- | ----- | ------ |
| 1980/81 | FC Twente      | Holandia | Eredivisie     | 4     | 0      |
| 1981/82 | FC Twente      | Holandia | Eredivisie     | 15    | 0      |
| 1982/83 | FC Twente      | Holandia | Eredivisie     | 17    | 0      |
| 1983/84 | FC Twente      | Holandia | Eredivisie     | 32    | 0      |
| 1984/85 | FC Twente      | Holandia | Eredivisie     | 34    | 0      |
| 1985/86 | FC Twente      | Holandia | Eredivisie     | 12    | 0      |
| 1986/87 | FC Twente      | Holandia | Eredivisie     | 34    | 0      |
| 1987/88 | FC Twente      | Holandia | Eredivisie     | 28    | 0      |
| 1988/89 | Aberdeen FC    | Szkocja  | Premier League | 36    | 0      |
| 1989/90 | Aberdeen FC    | Szkocja  | Premier League | 23    | 0      |
| 1990/91 | Aberdeen FC    | Szkocja  | Premier League | 21    | 0      |
| 1991/92 | Aberdeen FC    | Szkocja  | Premier League | 21    | 0      |
| 1992/93 | Aberdeen FC    | Szkocja  | Premier League | 41    | 0      |
| 1993/94 | Aberdeen FC    | Szkocja  | Premier League | 33    | 0      |
| 1994/95 | Aberdeen FC    | Szkocja  | Premier League | 24    | 0      |
| 1995/96 | Rangers        | Szkocja  | Premier League | 2     | 0      |
| 1996/97 | Rangers        | Szkocja  | Premier League | 4     | 0      |
| 1997/98 | Dundee United  | Szkocja  | Premier League | 7     | 0      |
| 1998/99 | Rangers        | Szkocja  | Premier League | 0     | 0      |
| 1999/00 | MVV Maastricht | Holandia | Eredivisie     | 27    | 0      |
| 2000/01 | MVV Maastricht | Holandia | Eerstedivisie  | 11    | 0      |